# Cephalaria acaulis
Cephalaria acaulis là một loài thực vật có hoa trong họ Kim ngân. Loài này được Steud. ex A.Rich. mô tả khoa học đầu tiên năm 1848.